# Filetia bracteosa
Filetia bracteosa är en akantusväxtart som beskrevs av C. B. Cl.. Filetia bracteosa ingår i släktet Filetia och familjen akantusväxter. Inga underarter finns listade i Catalogue of Life.